# LEGO Racers
LEGO Racers is een racespel van Lego Media uit 1999.

## Gameplay
Het spel is verdeeld in verschillende spelkeuzen. Er kan gekozen worden tussen circuitrace, enkele race, tegen elkaar en race tegen de klok. De auto en het personage waarmee men speelt kunnen zelf ontworpen worden. In een circuitrace rijdt de speler alle 4 races van een bepaald circuit tegen 5 anderen. Elk circuit heeft zijn eigen baas. Hoe beter hij in een race rijdt, hoe meer punten, respectievelijk 30, 20, 10, 3, 2, 1. Als na alle vier races de eerste plek wordt behaald, krijgt de speler het bouwset van de baas van dat circuit en wordt het volgende circuit vrijgespeeld. Het laatste circuit, dat van Rocket Racer, bestaat slechts uit één race. De races van het 4e tot en met het 6e circuit zijn dezelfde als de races van de eerste drie circuits, maar dan in spiegelbeeld.
In een enkele race rijdt men een willekeurige race tegen een zelf bepaald aantal spelers. Hetzelfde is dat bij een race tegen elkaar, maar dan rijdt men tegen de medespeler.
In een race tegen de klok racet men tegen Veronica Voltage. Als de speler haar op alle races van circuit 1 tot en met 3 weet te verslaan, wint men haar bouwset.
In vrijwel elke race is een (verborgen) geheime doorgang. Soms kan de speler daar zo doorheen rijden, bij andere races is er een rood of blauw blokje voor nodig.

## Personages
Een lijst van personages per circuit:
1. Baas: Kapitein Knoest. Anderen: Kapitein Bakboord, Robin Hood, De Mummie van de Farao en Robotina
2. Baas: Koning Kahuka. Anderen: Koning Leeuwenhart, Eilander, IJskapitein en Tempelkoning
3. Baas: Floris de Vleermuisridder. Anderen: Sluwe Sam, Hella de Heks, Alpha Draconis en Kapitein Blackjack
4. Baas: Johnny Thunder. Anderen: Dezelfden als in Circuit 1
5. Baas: Baron von Baron. Anderen: Dezelfden als in Circuit 2
6. Baas: Gypsy Moth. Anderen: Dezelfden als in Cicuit 3
7. Baas: Rocket Racer. Anderen: Zwarte Ridder, De Admiraal, Gail Storm en Nova Hunter

### Bouwen
In het menu 'Bouwen' zijn de vrijgespeelde items te vinden. De bazen kan men eenvoudig namaken, en de auto's van de bazen zijn te maken in de optie Snel Bouwen (mits het goede onderstel geselecteerd) waar tevens nog per onderstel een ander standaard ontwerp te vinden is behalve het ontwerp voor de auto van de baas. De auto's van de andere personages, zoals Kapitein Bakboord en Robin Hood, zijn niet na te maken in het menu Bouwen, daar bepaalde items worden gemist. Ze zijn zelf echter wel na te maken.

## Races
Racers per circuit:
- Circuit 1 en 4: Keizerlijke Grand Prix, Donkere Bosloop, Lavamaan Marathon en Grote Zandbakcross
- Circuit 2 en 5: Stammeneilandtocht, Koninklijke Ridderrace, IJsplaneet Speedway en Amazone Avontuur
- Circuit 3 en 6: Ridder-Run, Schedelbergpas, Avontuurlijk Tempelpad, Planetoïde Rally
- Circuit 7: Rocket Racer Run

## Power-ups
En zijn vier verschillende power-ups: groene, gele, rode, en blauwe blokjes. Elke kan versterkt worden met één, twee of drie witte blokjes. In elke race zijn alle power-ups te vinden, behalve in een race tegen de klok. Daar zijn alleen groene en witte blokjes te vinden, en soms een enkele rode of blauwe, om een geheime gang te openen.
Hieronder volgen de uitwerkingen van de power-ups.
- Groen (snelheid), zonder wit blokje: Iets sneller, herkenbaar aan een klein oranje vuur achter de auto.
  - 1 wit blokje: Nog wat sneller, herkenbaar aan een groter groen vuur achter de auto.
  - 2 witte blokjes: Behoorlijk snel, herkenbaar aan twee grote blauwe vuren achter de auto.
  - 3 witte blokjes: Verplaatsing of Tijdreis. De speler verplaatst naar een stuk verderop het parcours.
- Geel (aanval op een speler achter), zonder wit blokje: Olie op de weg vlak achter, waar één auto over slipt. De olievlek blijft liggen tot er iemand overheen slipt.
  - 1 wit blokje: Men gooit een kist naar achter die ontploft, en zo de tegenstander ophoudt.
  - 2 witte blokjes: Een groene satellietstraal waar tegenstanders voor een tijdje in vastgezogen worden.
  - 3 witte blokjes: Een groene vloek van de farao. Als de tegenstander er door rijdt wordt hij duizelig. Links wordt rechts en andersom en het beeld beweegt heen en weer.
- Rood (aanval op een speler voor), zonder wit blokje: Kogel. De speler die geraakt wordt vliegt even omhoog, verliest zo snelheid en wordt dus opgehouden.
  - 1 wit blokje: Haak. Men haakt vast aan een speler voor en wordt zo naar hem toegetrokken.
  - 2 witte blokjes: een soort bliksem of elektriciteit voor uit de auto. Een geraakte speler vliegt omhoog en wordt zo even opgehouden.
  - 3 witte blokjes: Drie raketten die het parcours volgen en de speler voor raken. Bij een scherpe bocht knallen ze echter daar al kapot.

Als de speler wordt geraakt door iemand die een rood blokje heeft afgevuurd verliest men 1 wit blokje.
- Blauw (Bescherming), zonder wit blokje: Blauw schild, een schild van korte duur.
  - 1 wit blokje: Groen schild, een schild dat iets langer blijft.
  - 2 witte blokjes: Geel schild, een schild dat behoorlijk lang blijft.
  - 3 witte blokjes: Rood schild. Dit is het beste schild en heeft de kracht om aanvallen terug te kaatsen.

## Wetenswaardigheden
- Johnny Thunder komt in LEGO racers 2 weer terug. Baron von Baron keert ook terug, maar dan onder de naam Sam Sanister. Uiteraard keert ook Rocket Racer weer terug.
- Veronica Voltage is een schim. Men kan door haar heenrijden.
- De speler kan in LEGO Racers niet van de baan af rijden.
- De personages onder 'Anderen', dus de tegenstanders die geen baas zijn, hebben allemaal hetzelfde onderstel voor hun auto.